# Ace Combat Zero: The Belkan War
Ace Combat Zero: The Belkan War és el 6è videojoc de la saga Ace Combat que agafa com a lloc 15 anys abans dels fets del videojoc Ace Combat 5: The Unsung War. En el joc s'assumeix les tensions entre els Belka i les forces combinades d'Osea, Yuktobania, Ustio, i Sapin. Alguns personatges d'Ace Combat 5 tornen a sortir a Ace Combat Zero, però en papers tercers. El jugador juga com a mercenari, en "Cipher", agafat pel país d'Ustio, que va ser envaït per un atac Belka. Molts elements de l'Ace Combat 4 i 5 són en aquest joc com a grans armes.
A Europa aquest joc es va llançar sota el nom d'Ace Combat: The Belkan War.